# Michael Henkel (Komponist)

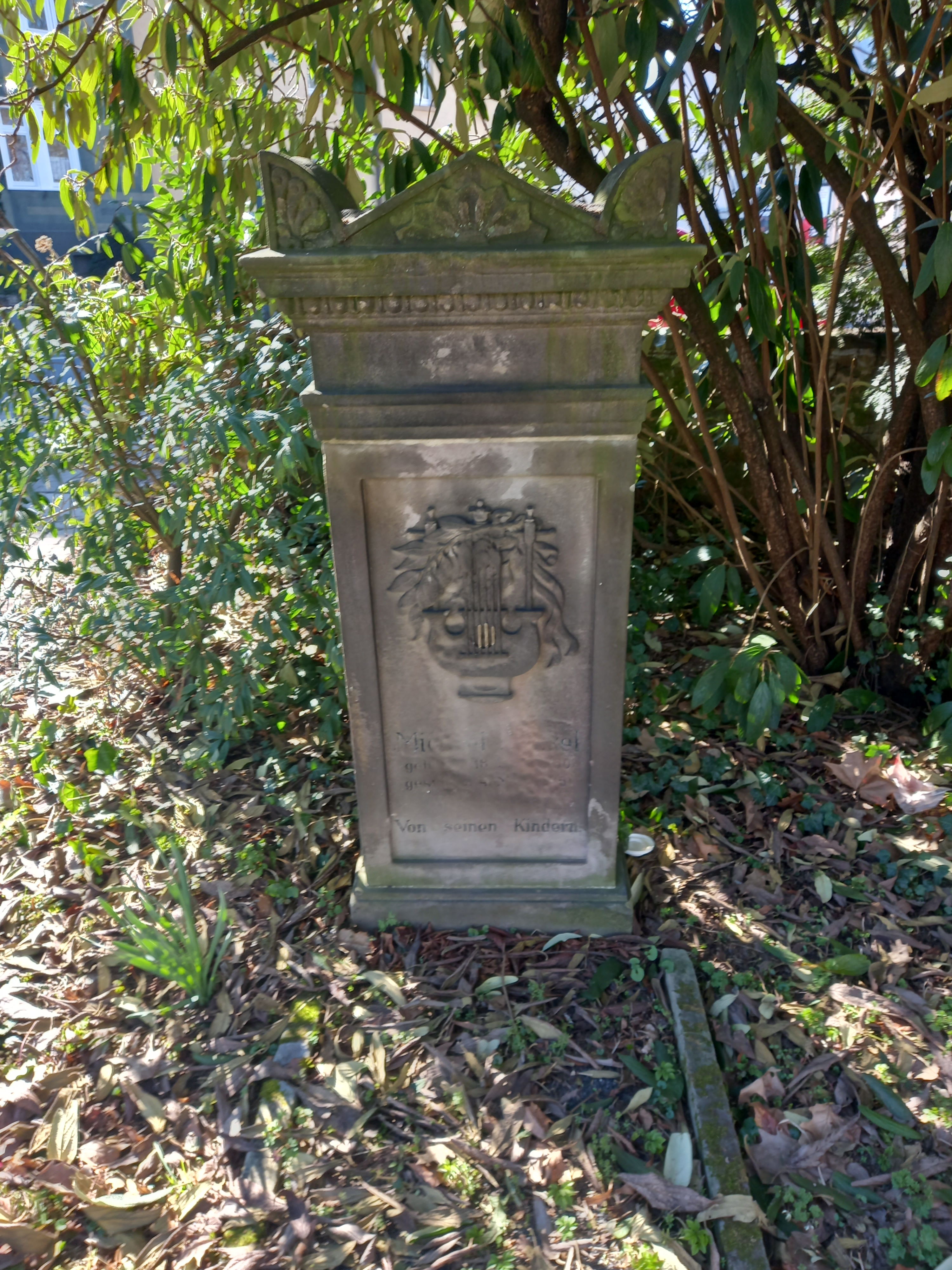
Das Grab von Michael Henkel auf dem Alten städtischen Friedhof Fulda

Michael Henkel (* 18. Juni 1780 in Fulda; † 4. März 1851 ebenda) war ein deutscher Komponist und Organist sowie Stadtkantor und Musiklehrer.

## Leben
Michael Henkel wurde als Sohn des Kammerdieners von Fürstbischof Adalbert von Harstall und Klarinettisten in der Fuldaer Hofkapelle, Andreas Henkel (1739–1825) und seiner Frau Juliane Fuchs geboren. Er hatte fünf Geschwister.
1794 (nach anderen Quellen 1793) bekam Michael Henkel seine erste Anstellung am Fuldaer Fürstenhof, zunächst als Bälgetreter für die Schlossorgel. 1799 wurde er als „Hoflaquai“ und Violoncellist der Hofkapelle angestellt.
Seine musikalische Ausbildung hatte er bei dem Fuldaer Benediktiner P. Odo Staab OSB (1745–1822) und dem Cellisten Karl Ignaz Hämmerlein (1773–1840) erhalten, der 1798 Fuldaer Hofkonzertmeister wurde.
Im Jahr 1800 hielt sich Henkel einige Wochen bei Johann Gottfried Vierling (1750–1813) in Schmalkalden auf, um dort weiterführenden Unterricht im Tonsatz zu nehmen. Diese Begegnung führte zu einer Freundschaft beider Musiker, die bis zum Tode Vierlings (1813) durch einen regen Briefwechsel belegt ist.
1801 oder 1802 wurde er Organist an der Stadtpfarrkirche St. Blasius (Fulda) als Nachfolger von Johann Sebastian Zahn. Letzterer beschränkte sich auf seinen Dienst als „Kantor“, in dem er von Henkel als seinem „Adjunkt“ unterstützt wurde. 1806 übernahm Henkel von Zahn auch das „Cantorenamt“. 1802 heiratete Henkel die die Tochter von Johann Sebastian Zahn, Maria Barbara Caritas Zahn (1783–1818), mit der er sieben Kinder hatte.
Nach der Säkularisation des Bistums Fulda (1802) wurde das Hoforchester nicht aufgelöst, sondern unter dem neuen Regenten Wilhelm Friedrich Prinz von Oranien-Nassau (1772–1843) beibehalten. 1803 oder 1804 erhielt Henkel auch die Stelle des Kantors am Fuldaer Dom, wo er den ersten Domchor Fulda gründete. 1804 veröffentlichte Henkel sein richtungweisendes „Choral-Melodien-Buch“ zum damaligen Fuldaer Gesangbuch, das erste seiner Art in Deutschland, welches mehrere Auflagen erlebte und bis gegen Ende des 19. Jahrhunderts allgemein in Gebrauch war. Nach der Auflösung des Hoforchesters am Ende der Oranischen Herrschaft (1806) blieb Henkel Stadt- und Domkantor. Beide Ämter behielt Henkel bis zu seinem Tode.
Von 1805 bis 1837 wirkte Michael Henkel als Musiklehrer am Fuldaer Lehrerseminar und von 1816 bis 1848 am Lyceum und Gymnasium, wo er Musiktheorie, Gesang und Instrumentalspiel unterrichtete. Er leitete ein Orchester aus ehemaligen Hofmusikern und führte in Fulda regelmäßige Kammerkonzerte durch, war begehrter Begleiter bei Liederabenden und wirkte musikalisch bei fast allen offiziellen Festen und Feiern der Stadt mit. Im Jahre 1823 formierte Henkel die Fuldaer Stadtmusikanten, die bei kirchlichen und weltlichen Feierlichkeiten aufzuspielen hatten. Im Jahre 1837 gründete Michael Henkel den weltlichen gemischten Chor Cäcilia; bereits 1813 hatte er einen Konzertchor mit dem Namen Singakademie ins Leben gerufen, der aber in den politischen Wirren der Zeit keinen Bestand hatte. Zusammen mit dem in Fulda als Hofarchitekt und Professor am Lyceum wirkenden Clemens Wenzeslaus Coudray (1775–1845) leitete Henkel den musikalischen Part der Harmonischen Gesellschaft, später die Zwischenaktmusiken bei den Aufführungen des Musen-Vereins und des Liebhabertheaters. Beide Institutionen bestanden bis etwa 1837, wobei hier noch weitere Forschungsarbeiten anzustellen wären.
Nachdem seine erste Frau gestorben war, heiratete Henkel 1820 deren Schwester Maria Barbara Josepha Zahn (1780–1828), mit der er nochmals drei Kinder hatte.
"Über ein halbes Jahrhundert hinweg prägte Henkel mit beträchtlichem Sendungsbewußtsein und sozialem Engagement das musikalische und gesellschaftliche Leben Fuldas. Eine lange Reihe von Eingaben an die städtischen Behörden sowie zahlreiche Kompositionen belegen seinen unermüdlichen Einsatz für die Verbesserung der kirchlichen und schulischen Musikpraxis. Als Lehrer, Komponist, Kommissionär für auswärtige Musikverlage und Organisator leistete Henkel auch über die räumlichen und zeitlichen Grenzen seines Wirkens hinaus einen wichtigen Beitrag nicht nur zur Verbreitung musikalischer Kenntnisse, sondern auch zur Anhebung des allgemeinen Bildungsstandards weiterer Bevölkerungskreise. Seine vielen für den häuslichen Gebrauch bestimmten Kompositionen, deren stilistische Orientierung an Mozart, Clementi, Pleyel u. a. nicht zu verkennen ist, zeigen weniger hochfliegende künstlerische Ambitionen als pädagogisch-didaktisches Geschick und sind noch heute zumindest als Unterrichtsliteratur zweckmäßig." (zitiert nach MGG, s. Literatur)
1837 erreichte Henkel den Neubau einer großen Orgel in der Fuldaer Stadtpfarrkirche durch Georg Franz Ratzmann (1771–1846), deren Orgelprospekt erhalten ist.
Henkel hat seine Heimatstadt Fulda offensichtlich nur selten verlassen. Nachgewiesen ist eine mehrtägige Fahrt „ins Sächsische“ im Vorfeld des geplanten Orgelneubaus in der Fuldaer Stadtpfarrkirche, um Orgeln verschiedener in Frage kommender Orgelbauer kennen zu lernen. 1845 reiste Henkel nach Bonn zur Einweihung des Beethoven-Denkmal.
Michael Henkel starb 1851 an Magenkrebs. Seine Söhne Georg Andreas Henkel (1805–1871) und Heinrich Henkel (1822–1899) waren ebenfalls als Musiker und Komponisten tätig, sein jüngster Sohn Theodor Henkel (1823–1901) war als Musikverleger in Fulda und Frankfurt am Main tätig. Sein Nachlass befindet sich im Bestand der Landesbibliothek Fulda.

## Werke

### Orchester- und Bühnenwerke
- Sechs Märsche für Blasorchester (um 1800?, bis auf eine Stimme verschollen)
- Konzertstück d-moll op. 19 (um 1812?) für Violoncello und Orchester (verschollen)
- Fest-Ouvertüre op. 27 (um 1815)
- Schauspielmusik zu „Achmet und Zanaide“ (August Wilhelm Iffland) (verschollen)
- Schauspielmusik zu „Die Bauernhochzeit“ (Heinrich König) (verschollen)
- Schauspielmusik zu „Die Erfüllung“ (Heinrich König) (verschollen)

### Kammermusik-Werke
- Vier Streichquartette
- Serenade für Flöte, Viola und Gitarre op. 16
- Sonate für Flöte oder Violine und Gitarre op. 9
- Sonate für Gitarre und Klavier op. 4
- Sonate für Flöte und Gitarre op. 24
- Sonate für Gitarre und Klavier op. 25 (Divertissement p. Pianoforte avec Guitare obligée)
- Sonate für Cello oder Flöte und Klavier op. 30
- Sonate für Cello oder Klarinette und Klavier op. 35
- Sonate für Gitarre und Klavier op. 44
- Sonate für Violine und Klavier op. 52
- Sonate für Violine oder Cello und Klavier op. 63
- Sonate für Violine und Klavier op. 73
- Sonate für Violine oder Flöte und Klavier op. 74
- Sonate für Violine und Klavier op. 79
- 5 Konzertstücke für Flöte und Gitarre op. 36
- 3 Variationen für Flöte und Gitarre op. 31
- mindestens 15 weitere Variationsreihen für Flöte und Gitarre (davon 8 erhalten), darunter der „Wiener Kongreß-Walzer“
- Scherzo „Le Coucou“ für Flöte und Gitarre
- 24 Duette für zwei Flöten

### Mehrstimmige Vokalwerke
- Ambrosianischer Lobgesang „Te Deum“ zum 50-jährigen Priesterjubiläum von Fürstbischof Adalbert III. von Harstall 1811 (verschollen)
- Kantate auf das Namensfest von Großherzog Carl 1811 (verschollen)
- Kantate auf das 25-jährige Bischofsjubiläum von Fürstbischof Adalbert III. von Harstall 1814.
- Drei deutsche Seelenmessen für Chor, Orgel und 2 Hörner op. 32
- Drei (weitere) Seelenmessen für Chor und Orgel (noch nicht aufgefunden)
- Kantate „Das Lob der Harmonie“ (1833)
- Bonifatius-Cantatine zur Einweihung des Bonifatius-Denkmals in Fulda (1842)
- Sechs religiöse Gesänge (ca. 1825)
- 12 vierstimmige Lieder (um 1845)
- Vierstimmige Lieder und Gesänge, zunächst für Gymnasien und Seminarien (um 1835, 2 Hefte, davon eines verschollen)
- Drei Gesänge für Solo- und Chorstimmen, zunächst für Gymnasien
- 13 zweistimmige Lieder
- (34?) Lieder für Elementarschulen im vierstimmigen Satz (1823?, verschollen)
- (100 geplante) Lieder für Elementarschulen im zweistimmigen Satz (1848–1851, nur teilweise vollendet)
- „Solenne Messen" für Chor und Orchester“ (verschollen)

### Einstimmige Vokalwerke mit Begleitung
- 6 Deutsche Lieder für Singstimme und Gitarre oder Klavier op. 10
- 6 Lieder nach Gedichten von Frhr. von Steigentesch op. 21
- 24 Lieder und Gesänge für Singstimme und Gitarre oder Klavier
- „Lieder in Buchonien gesungen“ für Singstimme und Gitarre oder Klavier
- „An die Hoffnung“ für Singstimme und Klavier
- „Lebens-Thräume“ für Singstimme und Klavier
- „Die Flammennacht“ für Singstimme und Klavier oder Gitarre
- Constitutions-Hymne für Kurhessen, für Singstimme und Klavier
- Rundgesang „Wachse hoch, Oranien“ für Singstimme und Klavier
- Geistliches Lied „Gottes Güte will ich ewig preisen“ für Singstimme und Orgel
- weitere Lieder, teilweise nur fragmentarisch erhalten

### Solowerke für Orgel
- 100 Versetten (1807)
- 48 Vor-, Zwischen- und Nachspiele op. 5
- 20 Orgelstücke op. 23
- 24 leichte vermischte Orgelstücke op. 26
- 60 leichte, 2-, 3- und 4stimmige Orgelstücke op. 62
- „Pracktische Orgelschule“ oder 66 Orgelstücke op. 68
- 12 neue Orgelstücke vermischter Art op. 82
- 6 Dur- und 6 Mollsätze für die Orgel op. 83 (verschollen)
- Einige Tonsätze für die Orgel (anlässlich der Einweihung der Ratzmann-Orgel in der Fuldaer Stadtpfarrkirche)
- 48 kleine Orgelstücke op. 91
- 48 kleine Orgelstücke im fugierten Style op. 92
- 48 kleine Orgelstücke op. 96
- 18 Orgelstücke für ungeübte Spieler op. 102
- Fuga über B-A-C-H (1820, Johann Christian Heinrich Rinck gewidmet)
- 9 Orgelwerke in verschiedenen Jahrgängen von „Heckel´s Orgel-Journal“ (1830–1832)

### Solowerke für Klavier
- 3 Märsche op. 14
- 6 Sonatinen mit Kadenzen (op. 42?)
- 8 Sonatinen op. 43
- 3 Sonatinen op. 65
- 20 leichte Klavierstücke op. 66
- Sonatine op. 70
- mindestens 20 „leichte Variationen“ über verschiedene Themen
- mindestens 42 weitere Variationsreihen über verschiedene Themen, davon etwa die Hälfte erhalten
- 20 Stücke „Choix de Rondeaux et Polonaises“
- Marsch der Fuldaer Landwehr
- Trauermarsch für Adalbert III. (verschollen)
- Trauermarsch für Andreas Ernst
- 3 Lieder mit Variationen (verschollen)
- Sonate für Klavier zu 4 Händen op. 16
- 6 Walzer für Klavier zu 4 Händen
- „Lehrer und Schüler“, 24 Stücke für Klavier zu 4 Händen op. 42
- „Praktischer Unterricht“,  62 Stücke für Klavier zu 4 Händen op. 100
- Ouvertüre der Oper „Les deux Aveugles de Tolede“ von Mehul (Transkription für Klavier zu 4 Händen)
- weitere Werke und Gelegenheitskompositionen vermutlich verschollen

### Vierstimmige Choralsätze
- Vierstimmiges Choral-Melodien-Buch (1. Auflage 1804, Revision 1846)
- Sieben Kirchen-Melodien (1805)
- Vierstimmige Choralmelodien der Pfarrbruderschaft Jesu an der Domkirche. zu Fulda (1819)
- Melodiae Hymnorum Sacrorum (1818)
- Gesangs- und Gebetbuch für katholische Gymnasien (1848)

### Sonstiges
- Elementare Gesangslehre mit praktischen Beispielen (1828)
- Christliche Lieder für katholische Gymnasien (1838, herausgegeben von M. Henkel zus. mit Dr. Nikolaus Bach)
- Gesangs- und Gebetbuch für katholische Gymnasien (1848, herausgegeben von M. Henkel zus. mit Ernst Friedrich Dronke)
- 100 Lieder für Elementar-Schulen (1822–1824)
- Johann Gottfried Vierling: 48 Orgelstücke (herausgegeben von M. Henkel, um 1818)
- Sammlung von unterhaltenden und lehrreichen Anekdoten der berühmtesten Tonkünstler aller Nationen (Handschrift)

## Würdigungen
Die Michael-Henkel-Straße in Fulda ist nach ihm benannt.